# Phytomyza hedingi
Phytomyza hedingi är en tvåvingeart som beskrevs av Ryden 1953. Phytomyza hedingi ingår i släktet Phytomyza och familjen minerarflugor.
Artens utbredningsområde är Island. Inga underarter finns listade i Catalogue of Life.